# Bontang Airport
Bontang Airport är en flygplats i Indonesien. Den ligger i den norra delen av landet, 1 400 km nordost om huvudstaden Jakarta. Bontang Airport ligger 16 meter över havet.
Terrängen runt Bontang Airport är platt. Havet är nära Bontang Airport österut.  Närmaste större samhälle är Bontang, 1,8 km nordost om Bontang Airport. 